# 雷纳特·苏莱曼诺夫
雷纳特·伊斯梅洛维奇·苏莱曼诺夫（羅馬化：Renat Ismailovich Suleymanov；1965年12月24日—）是俄罗斯政治人物，第八届国家杜马代表。
苏莱曼诺夫曾在西伯利亚军区火箭部队服役。退伍后，他在新西伯利亚地铁公司工作，参与了新西伯利亚地铁的建设。 1989年至1991年任苏联共产党党员。1990年至1993年任新西伯利亚中央区人民代表委员会代表。 1993年加入俄罗斯联邦共产党。1996年、2000年、2005年、2010年、2015年当选新西伯利亚州众议院议员。 2021年9月起担任第八届国家杜马代表。